# Schwarzenfeld
Schwarzenfeld è un comune tedesco di 6 234 abitanti, situato nel land della Baviera. Schwarzenfeld viene menzionato per la prima volta il 17 aprile 1015 in un atto di donazione dell'imperatore Enrico II alla diocesi di Bamberga con il nome di "Suarzinvelt".